# The Gatekeepers
The Gatekeepers é um documentário israelense de 2012 dirigido por Dror Moreh. Como reconhecimento, foi nomeado ao Oscar 2013 na categoria de Melhor Documentário em Longa-metragem.